# Gevaş
Gevaş là một huyện thuộc tỉnh Van, Thổ Nhĩ Kỳ. Huyện có diện tích 968 km² và dân số thời điểm năm 2007 là 29783 người, mật độ 31 người/km².